# Lyman Beecher

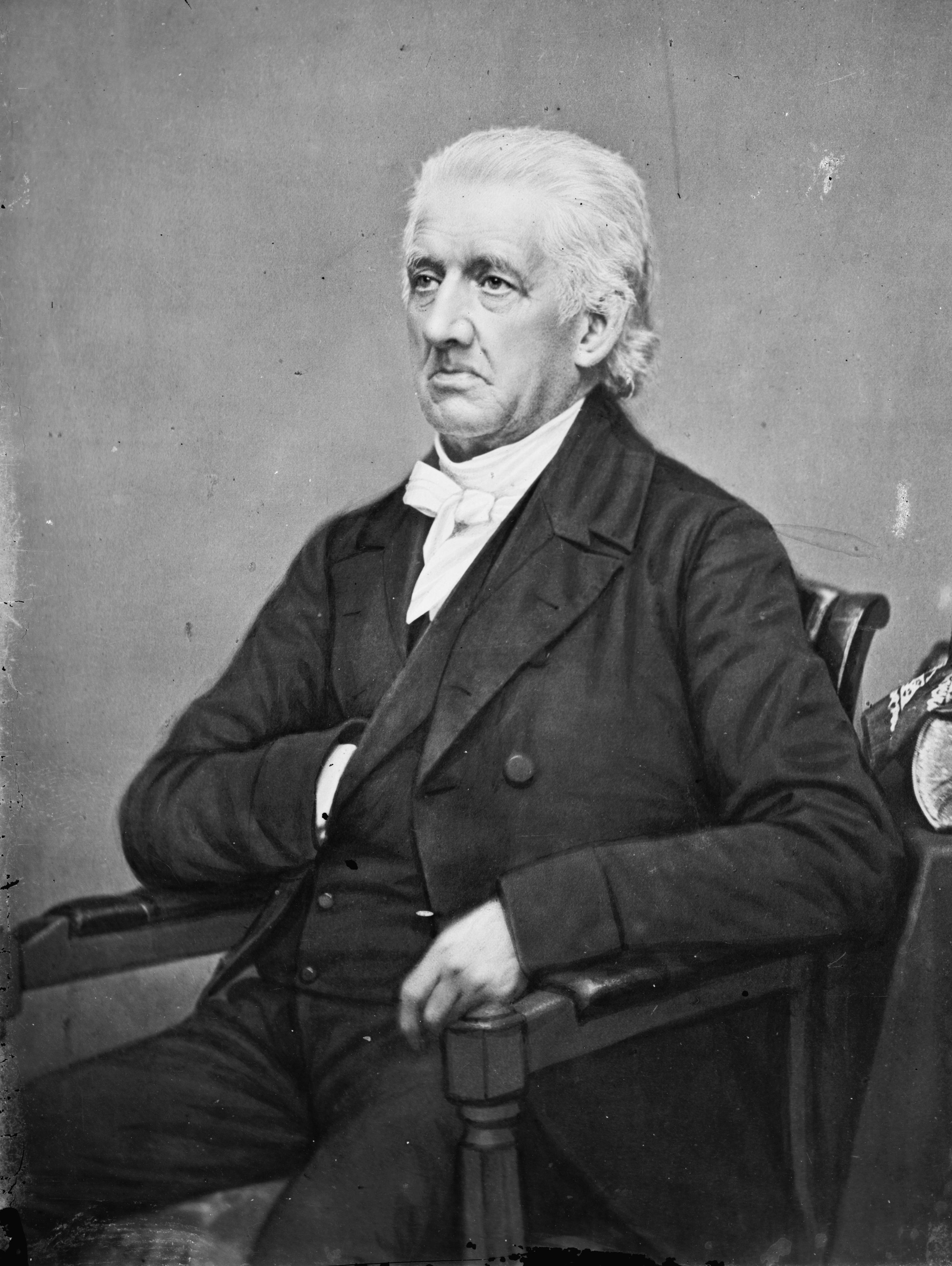
Lyman Beecher im Alter von über 80 Jahren

Lyman Beecher (* 12. Oktober 1775 in New Haven, Connecticut; † 10. Januar 1863 in New York City, New York) war ein US-amerikanischer presbyterianischer Pfarrer, Mitstreiter der zweiten großen Erweckungsbewegung, Sozialreformer, einer der führenden Vertreter der Abstinenzbewegung und einer der Gründer der American Temperance Society.

## Leben
Beecher wurde 1775 als Sohn des Schmieds David Beecher und seiner Frau Esther Hawley Lyman in New Haven geboren. In seinem Geburtsort besuchte er an der renommierten Yale University die Yale Divinity School. Diese Berufsschule bietet theologische Ausbildungsgänge an. An dieser Schule kam er mit der Gedankenwelt Timothy Dwights in Berührung, dies beeinflusste ihn für sein gesamtes Leben. Nach seiner Ausbildung, die er 1797 mit der Graduation abschloss, trat er in der presbyterianischen Kirche in East Hampton auf Long Island seine erste Stelle an und wurde 1799 dort als Pfarrer ordiniert.
Erstmals bekannt wurde Beecher, als er 1806 eine Predigt über den Zweikampf zwischen Alexander Hamilton und Aaron Burr hielt. Vier Jahre später wandte er sich dem Calvinismus zu und wurde auch Teil der zweiten, konservativeren Erweckungsbewegung, die Neuengland erfasst hatte. Bekannt wurde er für seine antikatholische Einstellung und entsprechende Äußerungen. Ebenfalls 1810 wurde er Pfarrer an der Congregational Church in Litchfield in Connecticut, wo er durch seine Predigten gegen den Alkoholismus und die Sklaverei bekannt wurde. Beecher wehrte sich zuerst heftig, als der Staat Connecticut 1818 Kirche und Staat trennen wollte. Nach zwei Jahren stellte er jedoch fest, dass die institutionelle Trennung zu einem Kirchenwachstum geführt hatte. Beecher meinte, das sei das Beste, was Connecticut passieren konnte. 1826 wurde er Pfarrer an der Hanover Street Congregational Church in Boston.
Am 11. Februar 1829 in Hamilton gründete die Ohio-Versammlung der Presbyterianer unter Leitung von Reverend Joshua Willson das Lane Theological Seminary, das zur Evangelisierung des Mittleren Westens der USA eingerichtet wurde. Aber erst im September 1830 suchten die 23 Verantwortlichen außerhalb nach einem geeigneten Kandidaten für die Schulleitung. Der Agent Franklin Vail von der American Education Society erhielt von Lewis und Arthur Tappan 20.000 Dollars, sofern Lyman Beecher die Leitung übernehmen würde. Nach intensiven Verhandlungen nahm Beecher am 22. Oktober 1830 das Amt als Präsident dieser neuen presbyterianischen Predigerschule in Cincinnati, an. 1832 trat er dann die Stelle als Rektor an, nebenher war er auch zehn Jahre Pastor an der Second Presbyterian Church in dieser Stadt. In der Ausbildungsstätte jedoch breiteten sich mit der Zeit Kontroversen und Uneinigkeit bezüglich der Sklavenfrage aus. 1834 verbot Vorstand und Schulleitung, zu der auch Calvin Ellis Stowe gehörte, die Unterstützung der Abolitionisten, worauf Theodore Weld und einige Studenten das Seminar verließen und mehrheitlich ans Oberlin College wechselten. Wegen unkonventionellen Evangelisationsmethoden wurde Beecher 1835 von calvinistischen Geistlichen unter der Führung von Joshua Lacy Wilson der Häresie bezichtigt. Erschöpft vom Gezänke und den Verleumdungen trat Beecher 1850 zurück. Trotzdem kam Beechers starke Schaffenskraft in dieser Zeit auch in der Mitbegründung der American Bible Society, der American Éducationnel Society, der American Sunday School Union, der American Tract Society und der American Society for the Promotion of Temperance zum Ausdruck.
1851 ging er zunächst nach Boston und schließlich kehrte er 1856 nach Brooklyn, New York, zurück, wo er bei seinem Sohn Henry Ward Beecher die letzten Jahre seines Lebens verbrachte.

## Familie
Beecher war in erster Ehe mit Roxana Foote verheiratet von 1799 bis 1816, die an Tuberkulose starb. Seine zweite Frau war Harriet Porter Beecher von 1817 bis 1835 und die dritte Lydia Beecher 1836 bis zu seinem Tod 1863. Er war Vater von dreizehn Kindern, wovon mehrere eine öffentliche Aufmerksamkeit erhielten: Die älteste Tochter Catharine Beecher (1800–1878) war eine Schriftstellerin und Schulgründerin. Edward (1803–1895) wurde auch Geistlicher, Collegepräsident und Schriftsteller gegen die Sklaverei. Eine weitere Tochter war die bekannte Schriftstellerin Harriet Beecher Stowe, die Onkel Toms Hütte schrieb. Henry Ward (1813–1887) war berühmter Pastor und Autor, Charles (1815–1900) war Schulvorsteher in Florida, Isabella Beecher Hooker (1822–1907) setzte sich für die Frauenrechte ein, und Thomas (1824–1900) war Anwalt und in der Kirche aktiv.

## Lehre
Beecher hatte ähnlich wie die Pilgerväter die Vision, dass die Amerikaner als Beispiel und Amerika als Licht für die Nationen dienen solle. Gott habe eine mächtige Nation mit bürgerlichen und religiösen Freiheiten geschaffen, worin die Menschen ihre Fähigkeiten entfalten und moralisch leben können. Selbstsüchtige persönliche Ziele und konfessionelle Unterschiede sollten überwunden werden, damit der soziale Zusammenhalt und die evangelische Einheit wachsen und die Welt mit der Botschaft von Christus erreicht werden könne. Er schrieb etliche Predigten mit biblischer Begründung gegen den Konsum von Alkohol, die Trunksucht und deren negativen Folgen, und für einen Lebensstil der Temperenz, wie damals die Abstinenz von Alkohol genannt wurde. Diese Schriften fanden eine große Verbreitung, Beachtung und Zustimmung in Nordamerika und Europa.

## Ehrungen
Zu Ehren des großen Predigers Lyman Beecher wurde 1871 von Henry W. Sage, einem Mitglied der Plymouth Church in Brooklyn, ein Lyman Beecher-Lehrstuhl an der Yale Divinity School eingerichtet.

## Veröffentlichungen (Auswahl)
- A reformation of morals practicable and indispensable, Flagg and Gould, Andover 1814.
- A sermon delivered at Woolcot (Con.) Sept. 21, 1814 at the installation of the Rev. John Keyes to the pastoral care of the church in that place,  Flagg and Gould, Andover 1815.
- The Bible a code of laws, Flagg and Gould, Andover 1818.
- The faith once delivered to the saints, Crocker and Brewster, Boston 1823.
- Six Sermons on the Nature, Occasions, Signs, Evils, and Remedy of Intemperance, T. R. Marvin, Boston 1828.
- The Gospel according to Paul, The Church, Portland; T. R. Marvin, Boston 1829.
- A time to dance, American Tract Society, New York 1830er Jahre.
- An address delivered at the tenth anniversary celebration of the Union Literary Society of Miami University, September 29, 1835, Cincinnati Journal Office, Cincinnati 1835.
- A plea for the West, Truman & Smith, Cincinnati 1835; Arno Press, New York 1977. ISBN 0-405-09941-X.
- The ballot box a remedy for national crimes, Isaac Knapp, Boston 1838.
- Views of Theology; as Developed in Three Sermons, and on His Trials Before the Presbytery and Synod of Cincinnati, John P. Jewett & Company, Boston 1853.
- Lyman Beecher and the reform of society: four sermons, 1804–1828, Arno Press, New York 1972. ISBN 0-405-04058-X.

### Deutschsprachige Übersetzungen
- Sechs Betrachtungen über Wesen, Veranlassungen, Kennzeichen, Folgen und Heilung der Unmässigkeit, Hahn, Hannover 1841.